# Râul Măgura, Bahlui
Râul Măgura este un curs de apă, afluent al râului Bahlui. 